# Naples Manor
Naples Manor är en ort (CDP) i Collier County, i delstaten Florida, USA. Enligt United States Census Bureau har orten en folkmängd på 5 562 invånare (2010) och en landarea på 1,7 km².